# Morbach
Morbach là một đô thị thuộc huyện Bernkastel-Wittlich, trong bang Rheinland-Pfalz, Đức. Đô thị này tọa lạc ở dãy núi Hunsrück, cự ly khoảng 25 km về phía đông nam của Wittlich và 35 km về phía đông Trier. Khu vực này đồi núi, nằm ở độ cao từ 430 m đến 770 mét.